# Angy (альбом)
Angy — дебютный альбом испанской певицы Анджи Фернандес, выступающей под псевдонимом Angy. Альбом вышел 12 февраля 2008 года. В первую неделю после выхода альбом занял 37 место в испанском хит-параде музыкальных альбомов.

## Информация об альбоме
В альбом Angy вошло 12 композиций на испанском и английском языках, среди которых кавер-версии песен «Baby One More Time» Бритни Спирс, «Smells Like Teen Spirit» группы Nirvana, «Just a Girl» группы No Doubt, «Everywhere» Мишель Бранч и «Girls Just Want to Have Fun» Синди Лопер. В работе над диском приняли участие продюсер Хосе Рамон Флорес, музыканты Хавьер Катала (гитара, аранжировка, сведение), Серхи Флорес (клавишные), Пино Роверето (ударные) и Луиджи Палазуэло (бас-гитара). Первым синглом с альбома стала композиция «Sola en el Silencio», вошедшая позже в саундтрек сериала Физика или химия, в котором Анджи также сыграла одну из главных ролей.

## Список композиций
| №   | Название                      | Длительность |
| --- | ----------------------------- | ------------ |
| 1.  | «Sola en el Silencio»         | 3:34         |
| 2.  | «Adiós»                       | 3:21         |
| 3.  | «Quiero Verte Llorar»         | 3:10         |
| 4.  | «Sólo Tú»                     | 3:09         |
| 5.  | «Baby One More Time»          | 3:33         |
| 6.  | «Just a Girl»                 | 3:25         |
| 7.  | «Smells Like Teen Spirit»     | 4:59         |
| 8.  | «Lunática»                    | 3:28         |
| 9.  | «Devil Came To Me»            | 4:28         |
| 10. | «Everywhere»                  | 3:28         |
| 11. | «10.000 Razones»              | 3:02         |
| 12. | «Girls Just Want to Have Fun» | 3:33         |

## Позиции в чартах
| Чарт (2008) | Лучший результат |
| ----------- | ---------------- |
| Испания     | 37               |